# Șerban C. Solacolu
Șerban C. Solacolu (n. 30 decembrie 1905, București – d. 21 martie 1980, București) a fost chimist, profesor universitar doctor inginer, membru corespondent al Academiei Române (din 1963).

## Biografie
A absolvit cursurile Școlii Politehnică din București (Secția industrială), continuându-și studiile între anii 1930-1933 la Școala tehnică superioară din Berlin-Charlottenburg, unde a primit titlul de doctor, în urma susținerii tezei cu tema „Aplicarea diagramei Rankin în practica arderii cimentului”.
În anul 1933, Șerban C. Solacolu a fost numit conferențiar titular definitiv la Școala Politehnică din București, la cursul de tehnologia materialelor de construcții și ceramică. Numeroși ingineri au susținut tezele de doctorat sub conducerea sa până în anul 1948, când doctoratul a fost desființat pentru a fi reorganizat.
Din anul 1948 a fost profesor universitar la Școala Politehnică din București, predând, pentru prima oară în România, cursul de chimia fizică a silicaților tehnici.
A fost apoi șef de secție la Centrul de Chimie Anorganică din București, director științific fondator și consilier la Institutul de Cercetări pentru Materiale de Construcții.
A elaborat studii teoretice în domeniul fizico-chimiei silicaților cu aplicații în producția materialelor refractare și a cimenturilor speciale.
A fost membru corespondent al Academiei de Științe din România începând cu 3 iunie 1941.

## Distincții
A fost distins cu Ordinul Steaua Republicii Socialiste România clasa a IV-a (1971) „pentru merite deosebite în opera de construire a socialismului, cu prilejul aniversării a 50 de ani de la constituirea Partidului Comunist Român”.

## Lucrări[7]
- Aplicarea diagramei Rankin în practica arderii cimentului (teza de doctorat) Berlin Charlottenburg, Zement Verlag, 1932, 110 p.
- Întărirea hidraulică a cimentului și problema apei pentru beton. Extras din revista „Ciment și beton”, nr. 5-6, mai-iunie 1933, București, 16 p.
- Technologia materialelor de construcție, București, Editura D. N. Chițescu, 1933-1934, 263 p.
- Meta-alitul. Comunicare făcută la Congresul Asociației Române pentru Înaintarea Științelor din 1934. Extras din revista „Ciment și beton”, nr. 9-10, București, 1934, 23 p.
- Câteva aspecte ale problemei nisipului normal.E necesar ca nisipul normal să fie un nisip de cuarț curat? Extras din revista „Ciment și beton”, București, N. Stroilă, 1934, 7 p.
- Asupra adaosurilor hidraulice pentru mortaruri și betoane, În revista „Ciment și beton”, nr. 9-10, 1935, București
- Asupra unui ciment maritim românesc, În Buletinul IRDB, nr. 2-3, 1936, București, 20 p.
- Asupra unor cazuri de cimenturi alterate, În Buletinul Institutului Român pentru Betoane, construcții și drumuri, nr. 1-3,ianuarie-martie 1937, București, M.O. Imprimeria Națională, 1937, 10 p.
- Cimenturi speciale pentru baraje, Extras din Buletinul IRE, an 5, nr. 1, București, 1937, 49 p.
- Curs de tehnologia materialelor de construcție. Industriile ceramice, industria cimentului, industria sticlei, București, Editura Politehnicei, 1938, 428 p.
- Technologia materialelor de construcție, Curs predat anului II, Politehnica București – Facultatea de Construcții, București, Editura Politehnicei, 1941, 420 p.
- Chimia fizică a silicaților tehnici, București, Editura Tehnică, 1957, 606 p.
- Chimia fizică a silicaților tehnici, București, Editura Tehnică, 1968, 688 p.
- Solacolu Serbac, C.; Paul Florica – Chimia fizică a solidelor silicatice și oxidice, Cluj-Napoca, Editura Dacia, 1984, 440 p.